# Eleothinus pygmaeus
Eleothinus pygmaeus är en skalbaggsart som beskrevs av Bates 1885. Eleothinus pygmaeus ingår i släktet Eleothinus och familjen långhorningar.
Artens utbredningsområde är:
- Guatemala.
- Honduras.
- Nicaragua.
- Panama.

Inga underarter finns listade i Catalogue of Life.